# Hyponatriämie
Die Elektrolytstörung Hyponatriämie bezeichnet eine zu niedrige Natriumkonzentration im Blutserum. Natrium bestimmt als bei weitem häufigster positiv geladener Elektrolyt die Osmolarität der extrazellulären Flüssigkeit; sieht man von den Fällen der hypertonen Hyponatriämie (kompensatorische Hyponatriämie bei Überschuss nichtionischer Osmolyte wie Glucose) ab, handelt es sich daher um eine hypoosmolare Störung durch relativen Wasserüberschuss. Oft ist ein absoluter Überschuss von Wasser die Ursache, wobei die niedrige Konzentration bei normalem oder erhöhtem Natriumbestand durch Verdünnung entsteht. Da die Osmoregulation (kompensatorischer Wasserverlust bei Natriumverlust) im physiologischen Rahmen Vorrang gegenüber der Volumenregulation hat, äußert sich ein Natriumverlust erst im fortgeschrittenen Stadium als Hyponatriämie, die dann auch als hypotone Hypohydratation bezeichnet wird.
Da Natrium sehr häufig gemessen wird, fällt eine verringerte Konzentration bei stationären Patienten oder bei Personen, die für Kontrolluntersuchungen regelmäßig einen Arzt aufsuchen, schnell auf. Schwere Hyponatriämiefälle mit einer Natriumkonzentration unter 120 mmol/l sind selten; sie sind als bedrohlich einzustufen und bedürfen meist einer umgehenden stationären Behandlung.

## Klassifikation

### Echter Natriummangel
- Hyponatriämie bei absolutem oder relativem Wasserüberschuss (zu niedriger Spiegel an Gesamtkörpernatrium)
  - bei Herzinsuffizienz, Leberzirrhose und nephrotischem Syndrom durch Störung der hypothalamischen Osmoregulation.
  - bei fortgeschrittener Niereninsuffizienz durch erhöhte Natriumexkretion.
- Hyponatriämie bei extrazellulärem Volumenmangel (Mangel an Gesamtkörpernatrium)
  - extrarenaler (außerhalb der Nieren) Natrium- und Flüssigkeitsverlust (Urin-Na <10 mmol/l): zum Beispiel Erbrechen, Diarrhö, Infektion, Verbrennung
  - renaler (in den Nieren) Natrium- und Flüssigkeitsverlust (Urin-Na >20 mmol/l): wie bei Diuretika, Aldosteronmangel und bei Cortisolmangel
- Hyponatriämie bei Isovolämie (Normales Gesamtkörpernatrium)
  - medikamentös bedingte
    - durch erhöhte ADH-Freisetzung beispielsweise durch Chlorpropamid (zur Behandlung von Diabetes mellitus), Amitriptylin, Isoproterenol, Nikotin oder Morphin
    - durch erhöhte ADH-Wirkung zum Beispiel durch Chlorpropamid, Cyclophosphamid (relativ häufig) oder Indometacin (auch andere NSAR)

  - Syndrom der inadäquaten ADH-Sekretion (SIADH) beispielsweise bei Tumoren

### Verdünnungshyponatriämie
Führt man dem menschlichen Körper vermehrt Wasser zu, das wenig Salz enthält, dann kann es zu einer Verdünnungshyponatriämie kommen.
Die Natriummenge im Blut ist eigentlich normal, aber die Flüssigkeitsmenge ist zu hoch. Eine Verdünnungshyponatriämie findet sich beispielsweise bei krankhaft gesteigerter Wassereinnahme (Polydipsie) oder tritt häufig bei Marathonläufern auf, die zu viel Wasser zu sich nehmen.

### Pseudohyponatriämie
Durch stark erhöhte Plasmalipide oder Plasmaproteine sinkt der Natriumanteil im Gesamtplasma. Betrachtet man nur das Plasmawasser, sind die Werte normal. Es handelt sich hierbei nicht um eine echte Hyponatriämie.

## Ursachen
- Hyponatriämie durch Verdünnung („Wasservergiftung“)
  - Magenspülung mit großen Mengen Leitungswasser (Wasserüberladung)
  - übermäßiges Trinken von Wasser (hypotone Flüssigkeit)
    - psychogene Polydipsie
    - exzessives Trinken bei Hunger, Appetitlosigkeit, nach Dialyse
- Hyponatriämie durch Natriumverlust
  - schwerer Durchfall
  - renales Salzverlustsyndrom
- Hyponatriämie durch Hypovolämie (Ausschüttung von ADH bei Hypotonie)
  - Exsikkose bei entgleistem Diabetes mellitus
  - schwere Herzinsuffizienz, Leberzirrhose
  - Infusion von hyperosmolarer Lösung, Mannit oder Glukose
- Hyponatriämie als Nebenwirkung von Medikamenten
  - Diuretika (Thiazide, Spironolacton)
  - ACE-Hemmer
  - Carbamazepin/Oxcarbazepin
  - Antidepressiva (SSRI, SNRI)
- Hyponatriämie als Nebenwirkung des Konsums von MDMA („Ecstasy-induzierte Hyponatriämie“), meistens bei Frauen
- Hyponatriämie bei endokrinen Erkrankungen
  - Nebennierenrindeninsuffizienz
  - Hypophyseninsuffizienz, z. B. durch Hypophysentumor
  - Syndrom der inadäquaten ADH-Sekretion (SIADH)
  - zentrales Salzverlustsyndrom (CSWS)
  - Hypothyreose
- Pseudohyponatriämie bei Plasmozytom mit Hyperproteinämie
- Pseudohyponatriämie bei lipämischem Serum

Auch eine extrem salzarme Ernährung kann theoretisch zu einer Hyponatriämie führen, da der Körper den Verlust von Natrium durch Ausscheidung nicht ausgleichen kann. Da aber die meisten Lebensmittel Natrium (in Form von Kochsalz) enthalten, kommt dies in der Praxis kaum vor.

## Laborwerte
- Normalwert des Natriums 135–150 mmol/l (Erwachsene)
- Normalwert des Natriums 132–145 mmol/l  (Kinder)
- Normalwert des Natriums 130–150 mmol/l (Neugeborene)
- leichte Hyponatriämie 130–135 mmol/l[2]
- mittelschwere Hyponatriämie 125–130 mmol/l
- schwere Hyponatriämie     < 125 mmol/l

Die Plasmanatriumkonzentration sagt aber noch nichts darüber aus, wie viel Natrium im Körper vorhanden ist. Zu einer Hyponatriämie kommt es nämlich entweder durch Natrium-Verlust oder durch den Verdünnungseffekt aufgrund einer verminderten Wasserausscheidung oder einer erhöhten Wasseraufnahme. Deswegen müssen unbedingt noch andere Parameter gemessen werden, um eine Hyponatriämie vollständig diagnostizieren zu können. Dazu gehört die Osmolarität im Serum und im Urin sowie die Natriumionenkonzentration im Urin gemäß der Leitlinie Hyponatriämie seit 2014. Anhand der Osmolalität und Natriumionenkonzentration ist anhand von Flussdiagrammen die Ursache grob einzugrenzen (siehe z. B. auch ), um ggf. lebensbedrohliche Ursachen nicht zu übersehen.

## Symptome
Die Hyponatriämie führt bei rascher Entwicklung zu einem Hirnödem mit Kopfschmerzen, Übelkeit, Tremor und epileptischen Anfällen. Bei langsamer Entwicklung über mehr als zwei Tage stehen Müdigkeit, Verwirrtheit, Inappetenz und Veränderung der Persönlichkeit im Vordergrund.
Bei chronischer Hyponatriämie führen Störungen von Gang und Aufmerksamkeit zu einem häufigeren Auftreten von Stürzen. Zudem kommt es unter Hyponatriämie zu einer verminderten Mineralisierung des Knochens und zu einer erhöhten Aktivität der Osteoklasten, Zellen, die Knochensubstanz abbauen. Die Folge ist eine Neigung zu Osteoporose und in Verbindung mit häufigeren Sturzereignissen ein vermehrtes Auftreten von Knochenbrüchen.

## Therapie
Je nach Entstehung der Hyponatriämie ist entweder Flüssigkeitsrestriktion (Begrenzung der Wasseraufnahme; bei SIADH) oder die Gabe von isotonen Infusionslösungen indiziert, wenn die Ursache der Hyponatriämie ein Mangel an Volumen (Körperwasser) ist. Die Gabe von hochkonzentriertem Kochsalz als Infusion ist nur im Notfall bei schwerer Hyponatriämie mit neurologischen Symptomen angezeigt. Kochsalz-Tabletten sind nur in Ausnahmefällen sinnvoll.
Die gefürchtetste Komplikation eines zu raschen Anstieges des Natriumspiegels ist die Zentrale pontine Myelinolyse. Daher sollte der Ausgleich der Natriumwerte langsam (maximal 10 mmol/l in den ersten 24 h und danach maximal 8 mmol/l pro 24 h) und unter häufigen Laborkontrollen erfolgen.
Das mittlerweile nicht mehr eingesetzte Tetracyclin Demeclocyclin und Medikamente aus der Substanzklasse der Vaptane hemmen den Effekt von antidiuretischem Hormon (ADH) auf den Rezeptor in der Niere. Tolvaptan erhöht bei Patienten mit Hyponatriämie und normalem oder erhöhtem Extrazellulärvolumen das Serum-Natrium. Conivaptan, ein weiterer Vertreter der Vaptane ist mittlerweile in den USA zur Behandlung der Hyponatriämie bei Krankenhauspatienten mit normalem oder erhöhtem Extrazellulärvolumen zugelassen. In klinischer Erprobung befinden sich Lixivaptan und Satavaptan.
Da Hyponatriämie häufig Symptom lebensbedrohlicher Erkrankungen sein kann, ist eine genaue Abklärung und Behandlung der Ursache erforderlich.